# Joseph Chinard
Joseph Chinard (Lyon, 12 de fevereiro de 1756 — 20 de junho de 1813) foi um escultor francês.
Iniciou-se nas artes através da pintura, que aprendeu em Lyon, na Escola Real de Desenho, e depois começou a trabalhar com um escultor local. Suas obras desta época atraíram a atenção de um patrono, que o enviou para estudar em Roma, onde permaneceu de 1874 a 1887 e onde realizou algumas cópias de peças da antiguidade, que remeteu a Lyon. Ainda em Roma recebeu um prêmio da Academia de São Lucas, privilégio raramente concedido a estrangeiros, pela obra Perseu e Andrômeda, criada em terracota.
Chinard passou a maior parte de sua vida entre Lyon e a Itália, pouco frequentando Paris, embora tenha enviado várias de suas obras para o Salão. Em uma de suas visitas à capital francesa realizou um busto de Madame Récamier. Foi professor de escultura na Escola de Belas Artes de Lyon. A maioria das obras públicas criadas para sua cidade natal foi destruída durante a Revolução Francesa. Suas esculturas seguem a escola neoclássica mas nelas introduziu notas de intimismo, naturalidade e sentimento.